# National Iranian South Oil Company
Die National Iranian South Oil Company (NISOC) ist ein iranisches Unternehmen mit Firmensitz in Ahvaz. Das Unternehmen ist ein staatseigener Betrieb und gehört zum iranischen Ministerium für Erdöl. Das Ministerium ist verantwortlich für die Entwicklung und die Organisation des Erdölmarktes im Iran. Das Unternehmen wurde 1971 gegründet.